# جوني هيلمز
جوني هيلمز (بالإنجليزية: Johnny Helms)‏ هو عازف جاز أمريكي، ولد في 10 فبراير 1935 في كولومبيا في الولايات المتحدة، وتوفي في 27 مارس 2015.

## وصلات خارجية
- جوني هيلمز على موقع ميوزك برينز (الإنجليزية)